# Liste des longs métrages pakistanais proposés à l'Oscar du meilleur film international
Cet article présente la liste des longs métrages pakistanais proposés à l'Oscar du meilleur film international.

## Films proposés par le Pakistan
| Année (Cérémonie) | Titre français       | Titre original | Langue(s)        | Réalisateur                        | Résultat       | Ref.   |
| ----------------- | -------------------- | -------------- | ---------------- | ---------------------------------- | -------------- | ------ |
| 1960 (32e)        | Quand naîtra le jour | جاگو ہوا صویرا | ourdou           | A. J. Kardar                       | Non nommé      | [ 1 ]  |
| 1964 (36e)        | Ghunghat (ur)        | گھونگٹ         | ourdou           | Khawaja Khurshid Anwar (ur)        | Non nommé      | [ 2 ]  |
| 2014 (86e)        | Zinda Bhaag (ur)     | زندہ بھاگ      | pendjabi         | Meenu Gaur (pnb), Farjad Nabi (en) | Non nommé      | [ 3 ]  |
| 2015 (87e)        | Dukhtar (en)         | دختر           | ourdou, pachto   | Afia Nathaniel (en)                | Non nommé      | [ 4 ]  |
| 2016 (88e)        | Moor                 | ماں            | ourdou, pachto   | Jami                               | Non nommé      | [ 5 ]  |
| 2017 (89e)        | Mah e Mir (ur)       | ماہ میر        | ourdou           | Anjum Shahzad (en)                 | Non nommé      | [ 6 ]  |
| 2018 (90e)        | Saawan (ur)          | ساون           | ourdou           | Farhan Alam                        | Non nommé      | [ 7 ]  |
| 2019 (91e)        | Cake (ur)            | کیک            | ourdou           | Asim Abbasi (en)                   | Non nommé      | [ 8 ]  |
| 2020 (92e)        | Laal Kabootar (bn)   | لال کبوتر      | ourdou           | Kamal Khan                         | Non nommé      | [ 9 ]  |
| 2021 (93e)        | Zindagi Tamasha (pa) | زندگی تماشا    | ourdou, pendjabi | Sarmad Khoosat (en)                | Non nommé      | [ 10 ] |
| 2023 (95e)        | Joyland              | جوائے لینڈ     | ourdou, pendjabi | Saim Sadiq                         | Présélectionné | [ 11 ] |
| 2024 (96e)        | In Flames (en)       | In Flames (en) | ourdou, pendjabi | Zarrar Kahn (en)                   | Non nommé      | [ 12 ] |
| 2025 (97e)        | Le Verrier           | شیشہ گر,       | ourdou           | Usman Riaz (en)                    | En attente     |        |